# Каваминами
Каваминами (яп. 川南町 Каваминами-тё:) — посёлок в Японии, находящийся в уезде Кою префектуры Миядзаки. Площадь посёлка составляет 90,28 км², население — 16 439 человек (1 августа 2014), плотность населения — 182,09 чел./км².

## Географическое положение
Посёлок расположен на острове Кюсю в префектуре Миядзаки региона Кюсю. С ним граничат посёлки Таканабе, Цуно, Кидзё.

## Население
Население посёлка составляет 16 439 человек (1 августа 2014), а плотность — 182,09 чел./км². Изменение численности населения с 1980 по 2005 годы:
| 1980 | 18 026 чел. |  |
| 1985 | 18 480 чел. |  |
| 1990 | 18 371 чел. |  |
| 1995 | 18 053 чел. |  |
| 2000 | 17 630 чел. |  |
| 2005 | 17 323 чел. |  |

## Символика
Деревом посёлка считается камелия сасанква.